# (5540) Smirnova
(5540) Smirnova es un asteroide perteneciente al cinturón de asteroides, descubierto el 30 de agosto de 1971 por Tamara Mijáilovna Smirnova desde el Observatorio Astrofísico de Crimea (República de Crimea).

## Designación y nombre
Designado provisionalmente como 1971 QR1. Fue nombrado Smirnova en honor a la astrónoma rusa Tamara Mijáilovna Smirnova observadora de planetas menores y miembro del personal del Instituto de Astronomía Teórica entre los años 1966 a 1988. Durante su extensa actividad realizó alrededor de 9000 observaciones y midió numerosas posiciones desde el Observatorio Astrofísico de Crimea. Descubrió más de cien planetas menores y un cometa.

## Características orbitales
Smirnova está situado a una distancia media del Sol de 2,596 ua, pudiendo alejarse hasta 3,403 ua y acercarse hasta 1,790 ua. Su excentricidad es 0,310 y la inclinación orbital 4,573 grados. Emplea 1528 días en completar una órbita alrededor del Sol.

## Características físicas
La magnitud absoluta de Smirnova es 14,2. Tiene 3,606 km de diámetro y su albedo se estima en 0,341.